# Edificio del Banco de España (Alcoy)
El edificio del Banco de España en Alcoy, que alberga el Centro cultural Mario Silvestre, también conocido como Casa de la Cultura, está situado en la avenida País Valencià número 1 de la ciudad de Alcoy (Alicante), Comunidad Valenciana. 
Es un edificio público de estilo neoclásico construido en el año 1927. Su construcción corrió a cargo del arquitecto madrileño José de Astiz Bárcena, el asturiano Luis Menéndez Pidal y Álvarez y el alcoyano Vicente Valls Gadea.

## Edificio
El banco de España abrió su primera sede en Alcoy en el año 1884. La especial pujanza de la industria alcoyana hará necesaria su apertura para el pago de las nóminas de los obreros. Después de tener varias sedes de carácter temporal, en 1927 se procedió a la construcción de este edificio de estilo clasicista. El edificio albergará la sede del Banco de España en Alcoy hasta el año 1982. 
Uno de los arquitectos que ejecutó el edificio, el madrileño José de Astiz Bárcena, realizó a su vez la edificación de otras sucursales del Banco de España anteriores a la de Alcoy, como la de Valencia en 1917 y la de La Coruña en 1926. El edificio es una muestra muy significativa de la importancia económica e industrial de Alcoy durante el siglo XIX y XX. Está situado en una de las avenidas principales de la ciudad.
La monumental columnata de la fachada, la utilización de la piedra y su simetría le dan un aspecto solemne y monumental. El edificio se muestra ajeno a las vanguardias de su tiempo, es una obra eminentemente academicista, clásica, eso sí, con algunas características mínimamente modernistas.
En el año 1982 se producirá el cierre de la sede del Banco de España en Alcoy. La entidad bancaria estatal donará al ayuntamiento local el edificio para su utilización como centro cultural. 
Posteriormente fue restaurado por la corporación municipal mediante una actuación respetuosa que supo valorar la importancia histórica y arquitectónica del edificio, para albergar la biblioteca pública municipal, el archivo municipal y sala de exposiciones culturales, cuyo uso es el actual.